# サトク・ハン
サトク・ハン（Satuq Khan、生年不詳 - 1434年）は、モグーリスタン・ハン国のハン。

## 概要
ティムール朝と敵対していたワイス（モグーリスタン・ハン国ハン）が戦死すると、ティムール朝のウルグ・ベクによって名目上のハンとして担ぎ出された。
しかしモグーリスタンは混乱のさなかにあり、サトクをティムール朝の傀儡と見なしてサトクに従うことを拒否した。モグーリスタンはワイスの2人の子供、ユーヌスとエセン・ブカの2つの勢力に分けられており、サトクはモグーリスタンを出てカシュガルに引っ込んだ。しかしカシュガルでもドゥグラト・アミール・カラクール・アフマド・ミールザーに圧迫された。その直後、カシュガルはウルグ・ベクの軍勢の攻撃を受け、サトクは捕虜となってサマルカンドに連行されて、体を半分に斬られた。